# Рэдулеску, Сперанца
Спера́нца Рэдуле́ску (рум. Speranța Rădulescu, 13 февраля 1949, Бузэу — 21 января 2022, Бухарест) — румынский музыколог и антрополог, специалист по музыкальному фольклору.

## Биография
Рэдулеску начала музыкальное образование в Тырговиште, затем переехала в Бухарест, где изучала музыкальную композицию в консерватории (ныне — Бухарестский национальный университет музыки) у Тудора Чортя и Мириам Марбе́.
С 1973 по 1990 год работала музыкологом в Институте этнографии и фольклора — преемник Архива фольклора при Обществе композиторов Румынии, созданного в 1928 году по инициативе Константина Брэилою.
В 1984 году защитила докторскую диссертацию по музыковедению в Музыкальной консерватории в Клуж-Напока. После 1990 года продолжила научную деятельность в Музее крестьянского искусства Румынии, проводя полевые исследования в различных регионах страны.
В 1994 году стала сооснователем Фонда имени Александру Цигара-Самуркаш, поддерживающего исследования в области этнологии, позднее возглавляла его в качестве директора.
C 2005 года сотрудничала с Бухарестским национальным университетом музыки в качестве доцента.
Рэдулеску была членом Союза композиторов и музыкологов Румынии Французского общества этномузыкологов и Международного совета по традиционной музыке.

## Работа
Институт этнографии и фольклора в Румынии неоднократно менял название. В 1974—1990 годах он функционировал как Институт этнологических и диалектологических исследований, отражая официальную идеологию, согласно которой румынская крестьянская музыка рассматривалась как единое и неделимое явление. Националистический подход ограничивал глубокую дифференциацию, а концепция «чистоты» музыки допускалась лишь в форме микродиалектов. Исследования этого периода имели схожую структуру: описание музыкальных практик, каталогизация жанров и детальные музыкальные транскрипции.
Рэдулеску придерживалась независимого исследовательского подхода, уделяя особое внимание ромской музыкальной традиции, которую она рассматривала как важный источник динамики устных музыкальных форм . Ее работы акцентировали анализ музыкальных вариантов и вариаций, изучение музыки в контексте ее естественного развития, а также позитивный и осмысленный подход к ее распространению.
Она провела углубленные исследования лэутарской музыки, сосредоточившись на традициях, исполняемых профессиональными цыганскими музыкантами. В своих работах она изучала структуру, стиль и импровизационные приемы, характерные для этого жанра. В своих работах изучала структуру, стиль и импровизационные приемы этого жанра, а также механизмы передачи музыкальных знаний в ромских общинах . Рэдулеску неоднократно фиксировала редкие или забытые румынские народные мелодии, подчеркивая, что лэутары сыграли важную роль в сохранении румынской музыкальной традиции.
Она способствовала международному признанию румынских лэутаров, включая тараф из Клежань (позднее получивший известность как Taraf de Haïdouks) и духовой оркестр из Молдовы Fanfara Zece Prăjini.
Рэдулеску внесла вклад в изучение музыкальной импровизации, орнаментации и модальных структур румынской народной музыки, а также анализировала взаимодействие устных и письменных музыкальных традиций.
Совместно с Маргарет Байсингер и Анкой Джуркеску исследовала эстетику манеле.
Она критиковала официальный фольклор в социалистической Румынии, описывая его как: «создан по образу и подобию нашего общества: спланированный из „центра“, идеологически конформистский, безнадежно оптимистичный, шумный, искусственный и фальшивый».
В период с 1988 по 2019 год организовала десятки гастролей с концертами традиционной музыки в Швейцарии, Франции, Великобритании, Италии, Бельгии, Нидерландах, Германии, Австрии, Греции, Испании и Люксембурге. Среди значимых выступлений — концерты в Театре Ла Фениче (Венеции, 1997, 1998), Театре де ла Виль, театре Виллетт и Доме культур мира (Париж, 1988—2019), а также в Венском университете музыки и исполнительского искусства.
Рэдулеску является автором разделов «Традиционная музыка. Общий обзор» и «Традиционная музыка. Цыганская музыка» в статье «Румыния» для Музыкального словаря Гроува. Также она написала четыре статьи для Bloomsbury Encyclopedia of Popular Music of the World: «Дойна», «Маня/Манеле», «Лэутарская музыка» и «Народная музыка (Румыния)».

## Научная дискография
Рэдулеску проводила полевые исследования, фиксируя исполнение традиционных музыкантов из различных регионов Румынии, что способствовало сохранению исчезающих музыкальных стилей и репертуаров. Многие из этих записей были изданы на лейбле Electrecord.
Она также сотрудничала со Смитсоновским институтом и участвовала в подготовке антологии румынской музыки, включая альбом «Romania: Music from the Maramureş Region», выпущенный лейблом Smithsonian Folkways. Этот альбом входит в коллекцию традиционной музыки ЮНЕСКО.
Рэдулеску является автором ряда записей традиционной румынской музыки. Среди наиболее значимых:
- Подготовка и публикация отредактированных записей Константина Брэилою (совместно с Лораном Обером)[11],
- 1982—1984 — 6 пластинок в серии Document (Taraful Tradițional Românesc, в сотрудничестве с Кармен Бетя). Записи традиционных румынских тарафов сопровождаются пояснительными аннотациями на английском, французском и румынском языках[12].
- Серия Ethnophonie — 30 компакт-дисков с лэутарской музыкой (совместно с Костином Моисилом и Флорином Иорданом)[13][14].
  - Первые 10 дисков получили премию Coup de coeur Академии Шарля Кро[англ.](2005)[15].
  - 12-й диск удостоен премии Schallplatten Kritik (2007)[15].
- Компакт-диск «Taraful Bucurestilor. La musique des läutari tsiganes de Bucarest», изданный в Париже «Домом культур мира» получил премию Coup de coeur Академии Шарля Кро (2020)[1].
- 17 компакт-дисков с традиционной румынской музыкой, изданных во Франции, Швейцарии, США и Германии[1].

## Избранные публикации
- Speranța Rădulescu. Taraful şi acompaniamentul armonic în muzica de joc (рум.). — București: Editura Muzicală, 1984. — (Colecția națională de folclor).
- Speranța Rădulescu. Gypsy Music versus the Music of Others (англ.) // Martor (The Museum of the Romanian Peasant Anthropology Journal). — București, 1996. — Vol. 1. — P. 134—145.
- Speranța Rădulescu. Traditional Musics and Ethnomusicology: Under Political Pressure: The Romanian Case (англ.) // Anthropology Today. — Royal Anthropological Institute of Great Britain and Ireland, 1997. — December (vol. 13, no. 6). — P. 8—12.
- Jacques Bouët, Bernard Lortat-Jacob, Speranța Rădulescu. À tue-tête: Chant et violon au Pays de l’Oach, Roumanie (фр.). — Nanterre: Société d’Ethnologie, 2002. — ISBN 978-2901161660.
- Jacques Bouët, Bernard Lortat-Jacob, Speranţa Rădulescu. Din răsputeri. Glasuri şi cetere din Ţara Oaşului (рум.). — București: Institutul Cultural Român, 2006. — ISBN 978-973-577-499-8.
- Speranța Rădulescu. Un repère durable: Constantin Brailoiu (1893-1958) (фр.) // Mémoire vive. Hommages à Constantin Brăiloiu  / Laurent Aubert. — Gollion/Genève: Infolio/Musée d'ethnographie de Genève, 2009. — ISBN 978-2-88474-232-0.
- Anca Giurchescu, Speranţa Rădulescu. Music, Dance, and Behaviour in a New Form of Expressive Culture: The Romanian Manea (англ.) // Yearbook for Traditional Music. — 2011. — Vol. 43. — P. 1—36.
- Speranţa Rădulescu. Taifasuri despre muzica ţigănească (рум.). — Paideia, 2015. — ISBN 978-606-748-073-3.

- Manele in Romania: Cultural Expression and Social Meaning in Balkan Popular Music (англ.) / Margaret H. Beissinger, Speranța Rădulescu, Anca Giurchescu. — Lanham: Rowman & Littlefield, 2016. — (Europea: Ethnomusicologies and Modernities). — ISBN 978-1-4422-6708-4.
- Speranța Rădulescu. Regards sur la musique en Roumanie au XXe siècle. Musiciens, musiques, institutions (фр.). — Paris: Editions L'Harmattan, 2021. — ISBN 978-2-343-23193-8.
- Speranța Rădulescu. Peisaje muzicale în România secolului XX (рум.). — 2 ed. — București: Editura Universității Naționale de Muzică București, 2022. — ISBN 978-606-659-137-9.

### Комментарии
1. ↑  Société Française d’Ethnomusicologie
2. ↑  рум. Institutul de Cercetări Etnologice și Dialectologice
3. ↑  The New Grove Dictionary, 2001, Romania: III. Traditional music (1. General; 3. Gypsy music).
4. ↑  Bloomsbury Encyclopedia, 2017, Doina; Manea/Manele (with Costin Moisil and Florin Iordan); Muzica Lautareasca; Muzica Populara (Romania)
5. ↑  Некоммерческая студия звукозаписи Смитсоновского института.

### Внешние ссылки
- Speranța Rădulescu (рум.). sperantaradulescu.ro. Muzeul Național al Țăranului Român. Архивировано 27 февраля 2025 года.
- The Traditional Folk Music Band. Discogs. Архивировано 14 февраля 2025 года.
- Constantin Brăiloiu, Speranţa Rădulescu, Laurent Aubert. ROUMANIE. Musique de villages. 1. Olténie: Runc et les villages du Gorj. 2. Moldavie: Fundu Moldovei et la Bucovine. 3. Transylvanie: Drăguş et le Pays de l’Olt (3 CD AIMP IX-XI/VDE 487-489) (фр.). vdegallo.com. VDE-GALLO (1988).
- Ethnophonie (англ.). Discogs. Архивировано 13 февраля 2022 года.
- Ethnophonie (рум.). YouTube.
- A plecat doamna Speranța, mama lăutarilor (рум.). scena9.ro. Архивировано 21 июля 2024 года.
- Fundaţia Alexandru Tzigara Samurcaş (рум.). muzeultaranuluiroman.ro. Архивировано 7 сентября 2024 года.
- Romania: Festive Music from the Maramures Region (англ.). Smithsonian Folkways. Архивировано 19 декабря 2024 года.